# 縱橫天下 (新聞節目)
《縱橫天下》為中視主頻的新聞專題節目，2009年12月開播，每集內容為三至六個不同主題的新聞專題。

## 節目歷史
- 2009年12月，《築夢之旅：縱橫天下》開播，是中視數位台《中視十點 築夢之旅》系列節目之一，由朱康震擔任節目主持人。
- 2011年10月，《築夢之旅：縱橫天下》主持人改由洪怡惠擔任。
- 2012年，《中視十點 築夢之旅》走入歷史，《築夢之旅：縱橫天下》更名為《縱橫天下》。
- 2013年2月25日，《縱橫天下》主持人改由李佳玲擔任。

## 播出時間
主頻道
- 2009年12月9日－2011年6月29日，週三22:00~23:00
- 2011年7月4日－2011年8月25日，週一至週四23:30~00:00
- 2011年9月起－2013年3月28日，週四09:00~10:00
- 2013年4月1日－2014年5月26日，週一13:00~14:00

## 節目主持人
- 李佳玲（2013年2月25日－2014年5月12日）

### 歷屆主持人
- 朱康震（2009年12月9日－2011年10月8日）
- 洪怡惠（2011年10月19日－2013年2月18日）